# سازمان بیمه‌های اجتماعی کارگران
سازمان بیمه‌های اجتماعی کارگران سازمانی دولتی است که زیر نظر وزارت تعاون، کار و رفاه اجتماعی ایران است. این سازمان طبق قانون بیمه‌های اجتماعی کارگران ساختمانی، مصوب ۱۶ آبان ۱۳۸۶ در صورت احراز شرایط زیر، عهده‌دار بیمه و تعاون کلیهٔ کارگران ساختمانی است. این موارد عبارتند از:
- حوادث و بیماری‌ها
- غرامت دست‌مزد
- ازکارافتادگی
- بازنشستگی
- فوت

مدیرعامل این سازمان، معاون وزیر تعاون، کار و رفاه اجتماعی ایران است.